# Doris Belack
Doris Belack (26 de febrero de 1926 – 4 de octubre de 2011) fue una actriz estadounidense de cine, teatro y televisión.

## Carrera
Belack ha sido identificada erróneamente como la primera "señora Fish" del personaje de Abe Vigoda en Barney Miller. En realidad, solo fue un reemplazo de un episodio para la actriz Florence Stanley, que interpretó a "la señora Fish" ("Bernice Fish"). Antes de eso, Belack fue vista principalmente en telenovelas. Interpretó el papel de Anna Wolek Craig durante casi una década en One Life to Live. También apareció en Another World, The Doctors (1980, como la doctora Claudia Howard) y The Edge of Night. Más tarde, en la década de 1980, tuvo el papel recurrente de la alcaldesa de Pine Valley en All My Children.
Interpretó a la productora de telenovelas Rita Marshall en la comedia de 1982 Tootsie, protagonizada por Dustin Hoffman. Sus otros créditos cinematográficos incluyen roles en Fast Forward (1985), Batteries Not Included (1987), Splash, Too (1988), She-Devil (1989), Opportunity Knocks (1990), What About Bob? (1991), Naked Gun 33⅓ (1994), Krippendorf's Tribe (1998), The Odd Couple II (1998) y Fail Safe (2000).

## Filmografía parcial
- Looking Up (1977)
- The Black Marble (1980)
- Hanky Panky (1982)
- Tootsie (1982)
- Fast Forward (1985)
- Batteries Not Included (1987)
- The Luckiest Man in the World (1989)
- She-Devil (1989)
- Opportunity Knocks (1990)
- What About Bob? (1991)
- Naked Gun 33⅓: The Final Insult (1994)
- What's Your Sign? (1997)
- Krippendorf's Tribe (1998)
- The Odd Couple II (1998)
- Doug's 1st Movie (1999)
- Prime (2005)
- Delirious (2006)
- Arranged (2007)